# Ленінський район (Смоленськ)
Ленінський район (рос. Ленинский район) — один з адміністративних районів міста Смоленська.

## Географія
Район розташований в південно-західній частині міста Смоленська та займає територію 23,71 км². 

## Історія
Ленінський район міста Смоленська утворений указом президії Верховної Ради РРФСР № 673 від 4 грудня 1979 року. 
Тут 562 року н.е. висадилася норвезько-прусська дружина з конунгом по імені Німан. Сам Німан був пруссом, але дружинники вважали себе і конунга норманами. У районі магазину «Оптика» у них був табір. Пізніше, там утворилось селище. Жителі назвали цю землю Нормандією, як і всі землі, де жили нормани, але інші заїжджі нормани називали її Нормандією Німану, на ім'я першого вождя цієї дружини, щоб відрізняти її від інших Нормандій. У скандинавських сагах трапляються згадки про цю землю. Варязький конунг Рюрик вважав Німанf братом свого далекого предка. Є переказ, в якому Рюрик після воцаріння в Новгороді приїжджав сюди на поклін могильного каменю легендарного представника свого роду Німану. Під час Другої світової війни французькі льотчики, натхненні скандинавськими сагами, взяли собі це ім'я, пославшись на свій бойовий шлях. Сьогодні мешканці вулиці Нормандія-Німан вважають, що назва їхньої вулиці йде від цього авіаполку. Ходять уперті чутки, що деякі артефакти тих далеких років були знайдені та таємно вивезені з Росії в 90-х роках ХХ століття. В операції з вивезення реліквій були помічені іноземні громадяни.

## Населення
Чисельність постійного населення Ленінського району становить 103,2 тис. осіб, що становить 32,5% від чисельності населення міста. 

## Транспорт

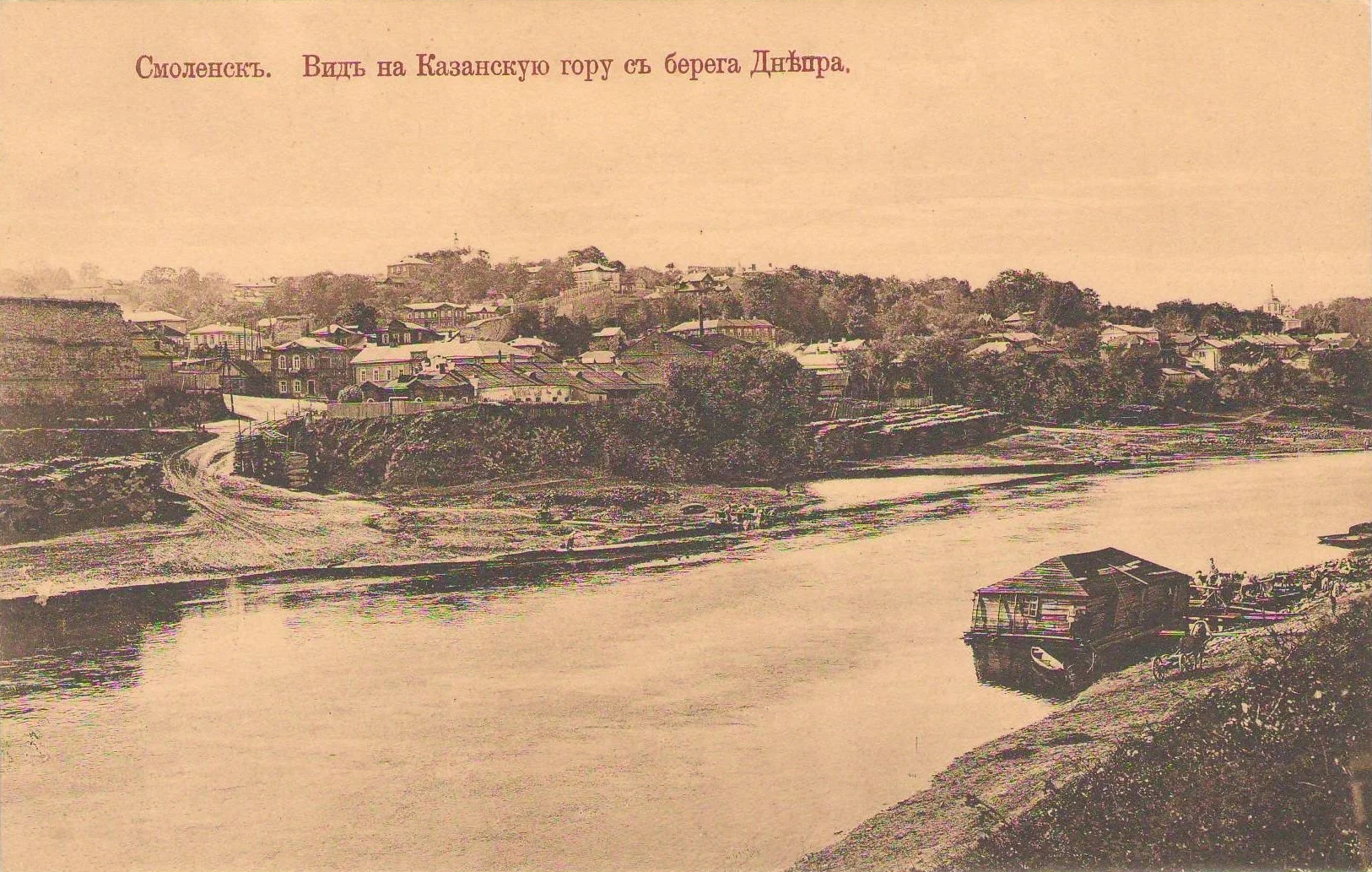
Вид на Казанську гору (район сучасної вулиці Червонофлотської), територія нинішнього Ленінського району. Фотографія початку ХХ століття.

Кількість вулиць у районі — 153, з них: 
- протяжність доріг з асфальтобетонним покриттям становить 41 км;
- протяжність доріг з твердим покриттям — 54 км.

Основні магістралі: вул. Дзержинського, вул. Ніколаєва, вул. Нормандії-Німан, вул. Багратіона, вул. Жовтневої Революції (пішохідна), вул. Велика Радянська, проспект Гагаріна. 
Міський громадський транспорт представлений автобусами, тролейбусами, трамваями та маршрутними таксі. 